# Y (juego)

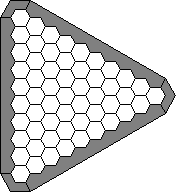
Diagrama de un tablero de Y con un tamaño de 10 casillas por lado.

Y es un juego entre dos personas que van colocando por turnos fichas sobre un tablero triangular teselado con casillas hexagonales (generalmente de 10 casillas por cada lado). Las fichas se distinguen por su color, asociándose uno a cada jugador, y gana quien consigue formar una línea de sus fichas que conecte los tres laterales del tablero. Se clasifica como juego de tablero abstracto y de conexión, de la misma familia que el hex.
También se juega sobre tableros con una forma triangular curvada en donde se dibujan las líneas curvas correspondientes. Las fichas se colocan en los puntos en donde se cortan tres de estas líneas.

## Reglas

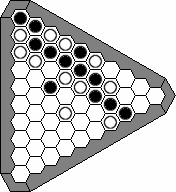
Diagrama de un tablero de Y con un tamaño de 10 casillas por lado con una partida terminada. Las negras han formado una línea que conecta los tres laterales y ganan.

A cada jugador se le asigna un color. Los jugadores colocan una ficha de su color por turnos en una casilla vacía del tablero. En el primer turno del segundo jugador en mover (típicamente mueve primero el jugador al que se le ha asignado el color negro) puede decidir intercambiar los colores y pasar en ese turno o continuar la partida.
Gana quien consigue formar una línea de fichas que conecte los tres laterales. Se considera que las casillas de las esquinas pertenecen a los dos laterales.
Se ha demostrado formalmente que Y no puede terminar en un empate. Es decir, una vez que el tablero esté completo debe haber un solo y único ganador.

## Historia
El juego fue descrito inicialmente por John Milnor a comienzos de la década de 1950. Fue inventado por Craige Schensted y Charles Titus en 1953.
Una generalización de este juego es el denominado poly-Y, introducido por Schensted en su libro Mudcrack Y and Poly-Y; si en el Y se juega sobre un tablero de tres lados, en el poly-Y se puede jugar en un tablero de n lados, siendo n impar.
Asimismo se considera que el Hex es un caso especial del Y.

## Críticas
Y, como Hex, ofrece una gran ventaja para el primer jugador. El enfoque estándar para resolver esta dificultad es la regla del "pastel": un jugador elige dónde irá el primer movimiento y el otro jugador elige quién será el primer jugador.
La principal crítica de Y es que en el tablero hexagonal estándar un jugador que controla el centro puede alcanzar fácilmente cualquier borde sin importar lo que haga el otro jugador. Esto se debe a que la distancia desde el centro hasta un borde es solo aproximadamente 1/3 de la distancia a lo largo del borde de esquina a esquina. Como resultado, defender una ventaja contra un ataque de centro es muy difícil.
Schensted y Titus atacaron este problema con sucesivas versiones del tablero de juego, culminando en el actual tablero "oficial" con tres pentágonos insertados entre los hexágonos. Señalaron que si los jugadores jugaran en un hemisferio en lugar de en un plano con hexágonos, con el ecuador dividido en tres "lados" (cada uno de 1/3 de la circunferencia del hemisferio), la distancia desde el "polo norte" del hemisferio al ecuador era 1/4 de la circunferencia, por lo que la relación de distancias mejoró de 1/3 a 3/4. Esto hizo que defender a un lado de un ataque central fuera mucho más plausible. Por lo tanto, el tablero "oficial" actual es esencialmente un hemisferio domo geodésico aplastado en forma de triángulo para proporcionar este efecto.